# Heiligkreuz (Kempten)
Heiligkreuz ist ein Pfarrdorf der kreisfreien Stadt Kempten (Allgäu). Heiligkreuz ist die bei weitem größte Ortschaft in der Gemarkung St. Lorenz und war seit 1945 Sitz der Gemeindeverwaltung dieser bis 1972 selbstständigen Gemeinde. Die Entstehung von Heiligkreuz steht in engem Zusammenhang mit dem dortigen Kloster Heiligkreuz.
Heiligkreuz verfügt über einen eigenen Ortsfriedhof mit einem Kriegerdenkmal. Bis auf eine Lücke von 150 Metern ist Heiligkreuz mit dem östlich davon gelegenen Neuhausen, der zweitgrößten Ortschaft der ehemaligen Gemeinde, baulich zusammengewachsen.

## Geschichte
Der Name Heiligkreuz entstand im Jahr 1691 durch das sogenannte Blutwunder. Hierbei legten fünf Augenzeugen den Eid ab, nicht zu lügen. An die Stelle der angeblichen fünffachen Blutquelle wurde noch im gleichen Jahr ein Kreuz aufgestellt. Es kam zu einer Wallfahrt an den Ort, um von seinen eigenen Nöten gelöst zu werden. Davor lag dort die Einöde Krönlings.
Im Jahr 1694 ließ Fürstabt Rupert von Bodman an dieser Stelle eine hölzerne Kapelle errichten. Eine Wohnung für den Wallfahrtspriester wurde daneben errichtet. Ein weiterer Holzbau diente der Unterbringung des Kirchensakramente. 1711 wurde die Holzkapelle durch einen barocken Steinbau ersetzt. Dieses Bauwerk existiert  im Kloster als Chor des Kirchenhauses. Vier Jahre später übernahm ein Lenzfrieder Fransiskanerpater die Zuständigkeit für die Kapelle, 1716 durfte ein Klostergebäude errichtet werden. In den nächsten Jahren wurde das Kloster stetig erweitert und es siedelten sich Menschen um das Kloster an.
Heiligkreuz war Teil der Hauptmannschaft (feinste räumliche Untergliederung der mittelalterlichen Pflegämter) Neuhausen.
In einer Häuserstatistik um 1800 wurden fünf Anwesen mit einer Gesamtfläche von 292,70 Tagewerk (99,73 Hektar) nachgewiesen:
- Wirts-Gut (100,98 Tagewerk)
- Klosterkirche (187,55)
- Schule (3,55)
- Schuhmacher-Gebäude (0,53)
- Gebäude (Fronknecht) (0,03)

Im Ortsverzeichnis von 1840 ist Heiligkreuz als Weiler mit vier Häusern und 26 Einwohnern aufgeführt.
Das erste amtliche Ortsverzeichnis von 1875 gibt für den „Weiler mit Kirche“ sieben Gebäude mit 38 Einwohnern an, davon zwei Protestanten. Die Klosterkirche war damals eine Expositur der Pfarrei St. Lorenz in Kempten.
1818 wurde Heiligkreuz ein Teil der neuen Gemeinde St. Lorenz, 1945 wurde die Gemeindeverwaltung von Hirschdorf nach Heiligkreuz verlegt. 1960 wurde in Heiligkreuz eine Volks- und Gemeindebücherei eröffnet. 1972 wurde Heiligkreuz als Bestandteil der Gemeinde St. Lorenz nach Kempten (Allgäu) eingemeindet.
1961 lebten in Heiligkreuz 245 Einwohner, 1987 waren es 493 Einwohner.
Müllers großes deutsches Ortsbuch (30. Ausgabe, 2007) gibt 415 Einwohner an, allerdings ohne Zeitbezug.